# ローウェル・スミス

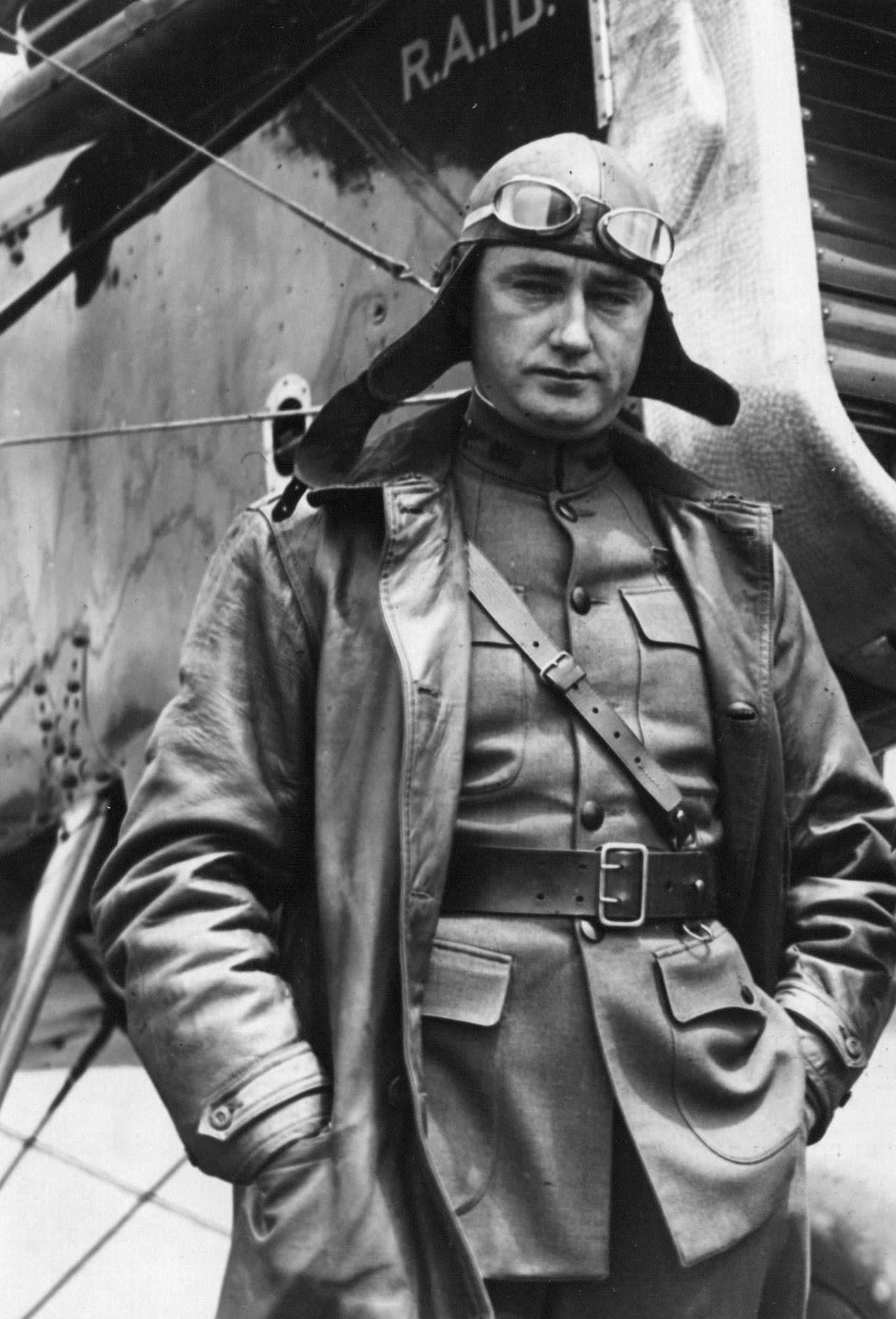
Lowell Smith

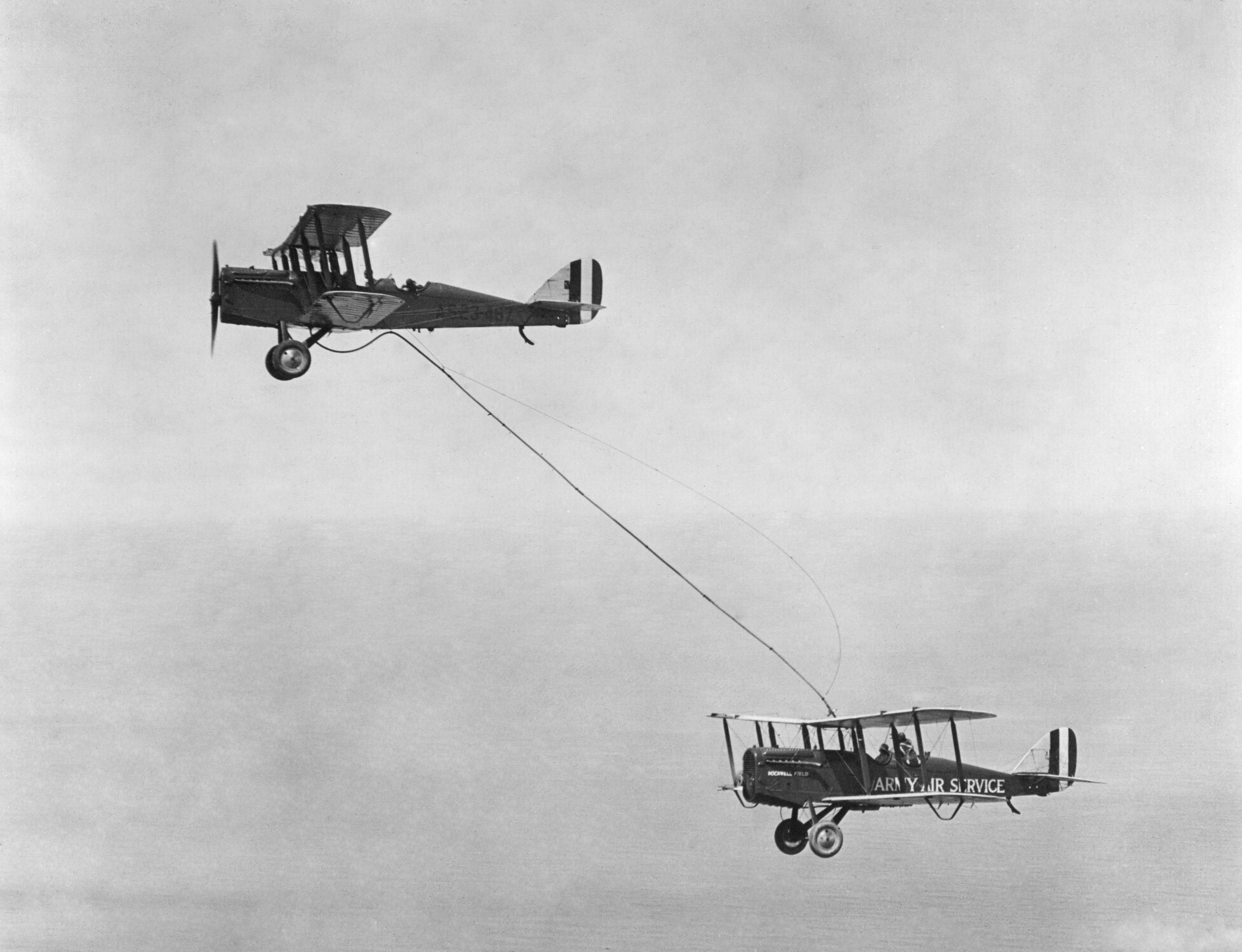
1923年6月27日の最初の空中給油

ローウェル・スミス（Lowell H. Smith 、1892年10月8日 - 1945年11月4日）はアメリカのパイロットである。1923年にジョン・リヒターとともに最初に空中給油に成功した。速度や飛行時間、飛行距離の記録を作り、世界一周飛行に成功した2機のダグラス・ワールド・クルーザーのうちの1機のシカゴ号のパイロットでもある。
カリフォルニア州サンタバーバラ出身。1915年にメキシコ陸軍でパイロットとなった。1917年にはアメリカ陸軍航空隊に加わった。1919年には大陸横断レースに参加し、10月15日に乗機が整備士のミスで燃えてしまう事故に会いながら、替わりの飛行機を譲り受けて10月21日にサンフランシスコまでの飛行を達成した。1923年6月27日に2機の複座のデハビランド DH-4Bを使って、リヒターとスミスは空中給油の実験に成功した。1機を給油機に改造し、スチルワイヤーで補強した40ftのホースを備えた。ホースは給油機から乗組員によって空中へ放り出され、もう1機の乗組員がホースをつかんだ。リヒターは燃料を吸い上げるポンプも設計した。
1923年8月28日にスミスはDH-4Bで37時間の無着陸飛行の記録を樹立したのを始め、16の速度や飛行時間、飛行距離の記録を樹立した。
1936年には、航空機の設計と調達方法を標準化する軍の委員会に任命された。1942年から1943年の間はデイヴィス・モンサン基地でB-17やB-24の搭乗員の訓練を指導した。1945年、乗馬中の事故の負傷から死亡し、アーリントン国立墓地に葬られた。